# アナヒット

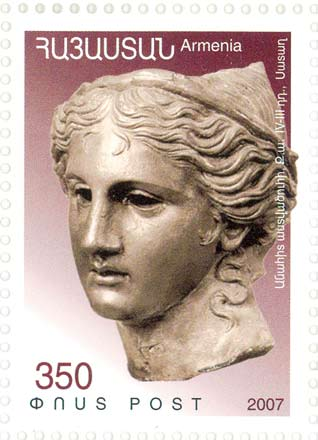
紀元前4世紀半ばに作られた頭の銅像を印刷した切手。元の像は一部しか発見されていないが、等身大よりも大きい。19世紀、アルメニアのサタラ近郊で発見され、現在は大英博物館に収蔵されている。

アナヒット（アルメニア語: Անահիտ）とは、アルメニア神話の豊饒と癒やし、知恵と水の女神である。始めの頃は戦争の女神とされていた。紀元前5世紀から、彼女はアラマズドとともにアルメニアの主神として崇められた。
ゾロアスター教の水と豊穣の女神アナーヒターに由来する。